# 井伊直縄
井伊 直縄（いい なおつな）は、江戸時代前期の近江国彦根藩の世嗣。井伊直時とも称される。官位は従五位下・左馬助、内匠頭。

## 略歴
2代藩主・井伊直孝の四男として誕生。母は石井氏。子は井伊直興（長男）、井伊直澄養女（阿部正武正室）、中野清三正室。
明暦4年（1658年）、兄・直滋が廃嫡されたため代わって嫡子となるが、同年に没した。代わって弟・直澄が嫡子となった。
長男・直興は直孝の命で直澄の養子となり4代藩主となる。